# Stazione di Nagatsuta
La stazione di Nagatsuta (長津田駅?, Nagatsuta-eki) è una stazione ferroviaria della città giapponese di Yokohama, nella prefettura di Kanagawa in Giappone. Si trova nel quartiere di Midori-ku e vi si incrociano la linea Yokohama della JR East, e le linee Den-en-toshi e Kodomonokuni delle Ferrovie Tōkyū.

## Linee
- East Japan Railway Company
  - ■ Linea Yokohama
- Tōkyū Corporation
  - ● Linea Tōkyū Den-en-toshi
  - ● Linea Kodomonokuni

## Struttura
I due operatori condividono la stessa stazione, con sette totali binari sopraelevati. La JR possiede 2 binari con una banchina centrale a isola, le Ferrovie Tōkyū ne hanno quattro con due banchine a isola e la linea Kodomonokuni un unico binario con banchina laterale.
| 1   | ■ Linea Yokohama           |  | per Shin-Yokohama, Higashi-Kanagawa e Yokohama |
| 2   | ■ Linea Yokohama           |  | per Machida, Hashimoto e Hachiōji              |
| 3-4 | ● Linea Tōkyū Den-en-toshi |  | per Chūō-Rinkan                                |
| 5-6 | ● Linea Tōkyū Den-en-toshi |  | per Futako-tamagawa e Shibuya                  |
| 7   | ● Linea Kodomonokuni       |  | per Kodomonokuni                               |

## Stazioni adiacenti
| «                        | Servizio       | »              |
| Linea Yokohama           | Linea Yokohama | Linea Yokohama |
| ------------------------ | -------------- | -------------- |
| Tōkaichiba               | Locale         | Naruse         |
| Nakayama                 | Rapido         | Machida        |
| Linea Tōkyū Den-en-toshi |                |                |
| Tana                     | Locale         | Tsukushino     |
| Aobadai                  | Semiespresso   | Chūō-Rinkan    |
| Aobadai                  | Espresso       | Chūō-Rinkan    |
| Linea Kodomonokuni       |                |                |
| Capolinea                | Locale         | Onda           |